# ノルゲストレル
ノルゲストレル(Norgestrel)は、ホルモンによる避妊に用いられるプロゲスチンである。d-ノルゲストレルとl-ノルゲストレルの2つの立体異性体の混合物であり、l-異性体（レボノルゲストレル）のみが活性を持つ。そのため、医薬品においては、異性体の存在を無視してレボノルゲストレルの含量のみを記載することもある。避妊薬マイクロジノン30に成分として含まれる。